# De sju sakramenten
De sju sakramenten är en altartavla och oljemålning av den flamländske konstnären Rogier van der Weyden. Den målades omkring 1440–1445 och ingår sedan 1841 i samlingarna på Kungliga museet för sköna konster i Antwerpen. 
Triptyken skildrar Romersk-katolska kyrkans sju sakrament. I den vänstra panelen avbildas dopet, konfirmationen och boten och i den högra prästvigningen, äktenskapet och den sista smörjelsen. I mittpanelen avbildas i bakgrunden nattvarden; förgrunden domineras av Jesu korsfästelse som begråtes av Jungfru Maria, aposteln Johannes, Maria Magdalena, Maria Salome och Maria, Kleofas hustru. Man tror att triptyken beställdes 1441 av biskopen av Tournai, Jean Chevrot(en), för altaret i hans privata kapell, samt att det är han som porträtteras som biskopen som administrerar konfirmationen i den vänstra panelen.
van der Weyden verkade i perioden mellan gotiken och renässansen. Det gotiska inslaget märks till exempel i den gotiska arkitekturen med dess spetsbågar och kryssribbvalv. Han ledde en stor ateljé och triptyken anses vara målad av flera olika konstnärer där van der Weyden fokuserat på mittpanelen.